# Йоганн Фрідріх Кінд
Йоганн Фрідріх Кінд (нім. Johann Friedrich Kind; 4 березня 1768, Лейпциг — 24 червня 1843, Дрезден) — німецький письменник, поет та лібретист. Найбільш відомий написанням лібрето до опери Карла Марії фон Вебера «Вільний стрілець».

## Біографія
Його батько був суддею в Лейпцигу. Там він навчався в школі Святого Фоми та пізніше в університеті. Після вивчення філософії та юриспруденції з 1789 року працював в суді міста Деліч.
Там Кінд відкрив приватний театр й сам виконував різні ролі. Водночас він працював редактором та журналістом.
У 1792 році він переселився в Дрезден, де працював адвокатом. З 1814 року Кінд в своїй діяльності зосереджується лише на літературі. Він написав лібрето для опери Вебера «Вільний стрілець» і вистави «Das Nachtlager von Granada».
У 1818 році герцог Саксен-Кобургський нагородив його званням придворного радника.
Його вірші (2 вид., 1817—1825) не надто оригінальні, але водночас відрізняються задушевністю, простотою та витонченою формою. Менш пощастило йому в драматичній царині: в його драмах («Vergeltung», «Das Schloss Aeklam», «Wilhelm der Eroberer», «Van Dyk», «Schön Ella») мало руху і характери дійових осіб позбавлені індивідуальних рис.